# Michael Hieronymus Basballe
Michael Hieronymus (von) Basballe (10. september 1687 – 4. september 1762) var en dansk finansdeputeret.
Han blev 1705 dimitteret fra Aarhus Katedralskole, 1720 kancellist i Rentekammeret, 1721 kammersekretær, 1722 kammerråd, 1725 kommitteret i Rentekammeret, 1726 justitsråd, 1741 etatsråd, 1746 3. deputeret for finanserne, samme år møntkommissær, 1749 konferensråd, 1757 adlet og døde 4. september 1762. Han blev første gang gift 30. maj 1721 med Anne Dorothea Klog (1692-1726); anden gang ægtede han 6. december 1726 Louise von Buchwald (1699 – 18. juli 1756), enke efter provst Frederik Christian Rodriguez og en datter af livmedikus, professor ved Københavns Universitet og etatsråd Johannes de Buchwald.